# Kolimenahalli, Chik Ballapur
Kolimenahalli là một làng thuộc tehsil Chik Ballapur, huyện Kolar, bang Karnataka, Ấn Độ.